# COBIT
CoBiT (акронім англ. Control Objectives for Information and Related Technology («Контрольні цілі для інформаційних та суміжних технологій»)  — відкритий ІТ-стандарт, який в свою чергу містить ряд документів зі стандартами щодо оптимізації управління ІТ: аудитом ІТ та ІТ-безпекою.
Створено Асоціацією з аудиту та контролю інформаційних система (ISACA) спільно із Інститутом управлінням ІТ (ITGI).
Перше видання — 1996 рік. У квітні 2012 року відбувся реліз поточної версії — COBIT 5.
Стандарт сприяє чіткішій координації дій ІТ-департаменту та керівництва компанії, об'єднує в собі ряд інших стандартів, що дозволяє на високому рівні якості отримувати інформацію про стан ІТ та управляти цілями і задачами ІТ.
Завдання COBIT полягає в ліквідації розриву між керівництвом компанії з їх баченням бізнес-цілей і IT-департаментом, що здійснює підтримку інформаційної інфраструктури, яка повинна сприяти досягненню цих цілей.
В COBIT детально описані цілі і принципи управління, об'єкти управління, чітко визначені всі IT-процеси (завдання), що протікають в компанії, і вимоги до них, описаний можливий інструментарій (практики) для їх реалізації. В описі IT-процесів також приведені практичні рекомендації по управлінню IT-безпекою.
Наразі ISACA пропонує сертифікаційні курси як за COBIT 2019 (COBIT Foundations, COBIT Design & Implementation та Implementing the NIST Cybersecurity Framework using COBIT 2019), так і за попередньою версією (COBIT 5).